# Lomme (vattendrag)
Lomme är ett vattendrag i Belgien.   Det ligger i regionen Vallonien, i den sydöstra delen av landet, 100 km sydost om huvudstaden Bryssel.
I omgivningarna runt Lomme växer i huvudsak blandskog. Runt Lomme är det ganska glesbefolkat, med 47 invånare per kvadratkilometer.